# Inquérito policial
O inquérito policial é um procedimento policial administrativo, criado pelo decreto imperial 4.824/1871, e previsto no Código de Processo Penal Brasileiro como fundamental procedimento investigativo da polícia judiciária brasileira. Ele apura (averígua) certo crime e precede a ação penal, sendo usualmente considerado como pré-processual, apesar de possuir atividade em unidade com o processo penal. O inquérito policial é um procedimento escrito que é presidido pela autoridade policial, que é o delegado de polícia. É composto de elementos informativos de autoria e materialidade de crime, as quais, comumente, são produzidas pela autoridade policial e pelos agentes da autoridade policial (investigadores de polícia, peritos criminais, agentes de polícia, escrivães de polícia, papiloscopistas policiais).

## Definição
O inquérito policial é o procedimento de polícia judiciária destinado a apurar a verdade real de um fato supostamente criminoso. Destina-se a reunir os elementos necessários (provas) à apuração da prática de uma infração penal e sua autoria (autoria e materialidade). Previsto nos artigos 4º a 23 do CPP, é o instrumento formal de investigações, compreendendo o conjunto de diligências realizadas por agentes da autoridade policial e também por ela mesma (delegado de polícia) para apurar o fato criminoso e descobrir sua autoria ou a atipicidade ou alguma causa excludente de ilicitude ou de culpabilidade. Em suma, é a documentação das diligências efetuadas pela polícia judiciária, conjunto ordenado cronologicamente e autuado das peças que registram as investigações.
Iniciado o inquérito policial, é dever da autoridade policial proceder a tomada de algumas providências hábeis a apurar a infração penal. Conforme os incisos do artigo 6º do CPP, são estas as providências:
1. dirigir-se ao local, providenciando para que não se alterem o estado e conservação das coisas, até a chegada dos peritos criminais;
2. apreender os objetos que tiverem relação com o fato, após liberados pelos peritos criminais;
3. colher todas as provas que servirem para o esclarecimento do fato e suas circunstâncias;
4. ouvir o ofendido;
5. ouvir o indiciado, com observância, no que for aplicável, do disposto no Capítulo III do Título VII, deste Livro, devendo o respectivo termo ser assinado por duas testemunhas que lhe tenham ouvido a leitura;
6. proceder a reconhecimento de pessoas e coisas e a acareações;
7. determinar, se for caso, que se proceda a exame de corpo de delito e a quaisquer outras perícias;
8. ordenar a identificação do indiciado pelo processo datiloscópico, se possível, e fazer juntar, aos autos, sua folha de antecedentes;
9. averiguar a vida pregressa do indiciado, sob o ponto de vista individual, familiar e social, sua condição econômica, sua atitude e estado de ânimo antes e depois do crime e durante ele, e quaisquer outros elementos que contribuírem para a apreciação do seu temperamento e caráter.

Ressalte-se que não há ordem a ser seguida quando da realização das diligências, sendo que a previsão legal é apenas um rol exemplificativo. Estas diligências são discricionárias, ou seja, dependem das peculiaridades do caso concreto. No entanto, tal discricionariedade não é absoluta, pois há diligências cuja realização é obrigatória, a exemplo do exame de corpo de delito nas infrações que deixarem vestígios (art. 158, Código de Processo Penal).
Além do inquérito policial, elaborado pela polícia judiciária, há outras modalidades de inquérito de caráter penal e civil, existentes no ordenamento brasileiro. Os inquéritos extrapoliciais são aqueles procedimentos não elaborados pela polícia judiciária, quais sejam:
- o inquérito policial militar, presidido por militares com o fito de apurar exclusivamente crimes militares;

- o inquérito judicial nos crimes falimentares, presidido pelo juiz, mas que não existe mais devido à alteração na lei de falências.

- o inquérito policial de expulsão, procedimento administrativo e com ampla defesa realizado pela Polícia Federal do Brasil visando a colher provas e subsídios para que o Ministro da Justiça do Brasil decida pela expulsão ou não do país de estrangeiro que tenha cometido ilícito penal em território nacional.

- o inquérito civil, que visa a colher elementos para a proposição da ação civil pública por danos causados ao patrimônio público e social, ao meio ambiente e a outros interesses difusos e coletivos, presidido por membro do Ministério Público no Brasil.

Sua finalidade é, através dos elementos investigatórios que o integram, fornecer, ao órgão da acusação, os elementos necessários para formar a suspeita do crime, a justa causa que necessita aquele órgão para propor a ação penal. Com os demais elementos probatórios, ele orientará a acusação na colheita de provas que se realizará durante a instrução processual.
O inquérito policial tem natureza administrativa. São seus caracteres: ser escrito (artigo 9° do CPP); sigiloso, não sendo a regra estendida para juiz, membros do Ministério Público e advogado (Súmula Vinculante nº 14), sendo ainda exceção ao princípio da publicidade (artigo 20 do CPP) e inquisitivo, já que, nele, não há o contraditório e ampla defesa; indisponível (art. 17), vez que não cabe, à autoridade policial, determinar, de ofício, o término do inquérito policial. É verdade que o inciso LV do artigo 5° da CF dispõe que "aos litigantes, em processo judicial ou administrativo, e aos acusados em geral, são assegurados o contraditório e ampla defesa, com os meios e recursos a ele inerentes". Nem por isso se pode dizer que seja o inquérito contraditório. Primeiro, porque, no inquérito, não há acusado; segundo, porque não é processo, é procedimento. A expressão "processo administrativo" tem outro sentido, mesmo porque, no inquérito, não há litigante, e a Magna Carta fala dos "litigantes em processo judicial ou administrativo".
Ao advogado, é assegurada a consulta aos autos, mas não é permitido acompanhar os atos.
Outra finalidade do inquérito policial é fornecer elementos probatórios ao juiz, já que este aprecia, de forma livre e fundamentada, as provas, mesmo aquelas colhidas sem o contraditório judicial. Também, de maneira a permitir a decretação da prisão cautelar, seja ela temporária, no curso do inquérito policial, de acordo com a Lei n. 7.960, de 21 de dezembro de 1989, seja ela prisão preventiva, no curso do inquérito ou da instrução criminal, de acordo com o artigo 312 do Código de Processo Penal.

### Definição Garantista (moderna) do Inquérito Policial
Esta corrente, capitaneada pelo professor Henrique Hoffmann, baseando-se na ótica garantista da proteção dos direitos fundamentais prescrita pela Constituição Federal de 1988, em consonância com a Lei 12.830/2013, define o Inquérito Policial como processo administrativo presidido pelo delegado de polícia natural, apuratório, informativo e probatório, indispensável, preparatório e preservador. Os argumentos das mencionadas características são:
- Processo administrativo e não um procedimento[4]: apesar de não vislumbrar litígio formal com a acusação, entende-se que se trata de um processo administrativo sui generis, em vista da possibilidade de restrições de direitos fundamentais do suspeito vinculado aos juízos de prognose e diagnose realizados pelo delegado de polícia nesta fase pré-denúncia;
- Presidido por delegado de polícia natural[4]: à luz do art. 2°, §§4° e 5° da Lei 12.830/2013, o delegado a coordenar os atos de determinado inquérito policial só pode ser aquele definido por regras pré-estabelecidas, vedando-se a avocação e redistribuição arbitrárias.
- Apuratório e não inquisitivo: a definição de inquisitivo[5] limita-se ao interrogatório arbitrário, o qual desconsidera o livre-arbítrio e o direito ao silêncio do suspeito. Termo este incompatível com o inquérito policial contemporâneo submisso às diretrizes constitucionais. O termo apuratório[6] é mais apropriado uma vez que incorpora investigação, exame, seleção, contagem e outros termos que se adequam melhor à atividade investigativa deste processo;
- Informativo e probatório[4]: além do caráter informativo referente aos elementos de informação que dependem de validação judicial (contraditório e ampla defesa) posterior, existem as provas elaboradas nesta fase pré-denúncia que são irrepetíveis e antecipadas;
- Indispensável[4]: A indispensabilidade é a regra, a dispensabilidade é a exceção. O código de processo penal[7] e a jurisprudência[8] claramente estabelecem que o inquérito policial só será dispensável quando a denúncia ou queixa constar elementos suficientes para o oferecimento da denuncia, o que na pratica pouco ocorre.
- Preservador e preparatório e não apenas preparatório[4]: O inquérito policial não possui compromisso exclusivo com a preparação da peça acusatória, vai muito além, serve de verdadeiro filtro evitando acusações temerárias e imputações infundadas. Além disso os elementos probatórios e informativos servem tanto para a acusação quanto à defesa, uma vez que a investigação tem por finalidade precípua a busca pela verdade. A polícia judiciária como órgão imparcial não possui vínculo hierárquico com o Ministério Público mas de progressividade funcional[4].

## Hipóteses de Desnecessidade do Inquérito Policial
Considerando que "o inquérito policial é um procedimento de caráter administrativo, conduzido pela polícia judiciária e voltado à colheita preliminar de provas para apurar a prática de uma infração penal e sua autoria", conclui-se que, nos casos em que o titular da ação penal – Ministério Público ou ofendido – dispõe, independentemente da atuação da polícia judiciária, de elementos suficientes para o oferecimento da peça acusatória, o inquérito policial é dispensável.
Assim, as hipóteses, previstas pelo Código de Processo Penal, em que o inquérito policial é um procedimento dispensável são as que seguem:
1. Artigo 12: “O inquérito policial acompanhará a denúncia ou queixa, sempre que servir de base a uma ou outra.”
A partir do teor do artigo, portanto, pode-se acertadamente concluir que, nas hipóteses em que o inquérito não assume a feição de embasamento à denúncia ou à queixa, é o mesmo desnecessário ao procedimento investigatório.
2. Artigo 27: “Qualquer pessoa do povo poderá provocar a iniciativa do Ministério Público, nos casos em que caiba a ação pública, fornecendo-lhe, por escrito, informações sobre o fato e a autoria e indicando o tempo, o lugar e os elementos da convicção.”
Assim, tendo a pessoa do povo prestado ao órgão do Ministério Público informações suficientes ao oferecimento da denúncia, dispensável se faz o inquérito policial.
3. Artigo 39, § 5º: "O órgão do Ministério Público dispensará o inquérito, se com a representação forem oferecidos elementos que o habilitem a promover a ação penal e, neste caso, oferecerá a denúncia no prazo de 15 (quinze) dias."
A clareza do artigo aponta que, havendo, na representação, suficiência de elementos para o oferecimento de denúncia, será o inquérito dispensado pelo órgão do Ministério Público.
4. Artigo 46, § 1º: "Quando o Ministério Público dispensar o inquérito policial, o prazo para o oferecimento da denúncia contar-se-á da data em que tiver recebido as peças de informações ou a representação."
O artigo encimado, portanto, disciplina o prazo dentro do qual deve ser oferecida a denúncia, nos casos de dispensa do inquérito policial em virtude da abastância dos elementos contidos nas informações prestadas por pessoa do povo ou na representação. O prazo para tanto, conforme disposto no artigo, é de quinze dias.
A Constituição da República Federativa do Brasil prevê, também, no parágrafo 3º do artigo 58, outra hipótese de desnecessidade do inquérito policial. Neste sentido, destaca-se seu texto, nos termos a seguir transcritos:
As comissões parlamentares de inquérito, que terão poderes de investigação próprios das autoridades judiciais, além de outros previstos nos regimentos das respectivas casas, serão criadas pela Câmara dos Deputados do Brasil e pelo Senado Federal do Brasil, em conjunto ou separadamente, mediante requerimento de um terço de seus membros, para a apuração de fato determinado e por prazo certo, sendo suas conclusões, se for o caso, encaminhadas ao Ministério Público, para que promova a responsabilidade civil ou criminal dos infratores.
O conteúdo do parágrafo supracitado evidencia que, nos casos de incidência da atuação das comissões parlamentares de inquérito, cabe, a estas, os poderes de investigação, com eventual remessa posterior ao ministério público, sem a necessidade de instauração do inquérito policial para a colheita de informações a embasarem a peça acusatória.
A Lei nº 9.099/95, em seus artigos 69 e 77, caput e parágrafo 1º, também dispõe sobre casos de dispensa do inquérito policial, conforme abaixo se verifica:
Artigo 69. A autoridade policial que tomar conhecimento da ocorrência lavrará termo circunstanciado e o encaminhará imediatamente ao Juizado, com o autor do fato e a vítima, providenciando-se as requisições dos exames periciais necessários.
Artigo 77. Na ação penal de iniciativa pública, quando não houver aplicação de pena, pela ausência do autor do fato, ou pela não ocorrência da hipótese prevista no artigo 76 desta lei, o Ministério Público oferecerá ao Juiz, de imediato, denúncia oral, se não houver necessidade de diligências imprescindíveis.
§ 1º Para o oferecimento da denúncia, que será elaborada com base no termo de ocorrência referido no artigo 69 desta Lei, com dispensa do inquérito policial, prescindir-se-á do exame do corpo de delito quando a materialidade do crime estiver aferida por boletim médico ou prova equivalente.
Conclui-se, assim, que, nos Juizados Especiais Criminais, regidos pela Lei nº 9.099/95, o inquérito policial é dispensável em favor do termo circunstanciado. Acerca deste, merece destaque a lição que segue:
Deve a autoridade policial lavrar um termo circunstanciado da ocorrência, ou seja, elaborar um relato do fato tido como infração penal de menor potencial ofensivo. Esse termo de ocorrência não exige requisitos formalísticos, mas deve conter os elementos necessários para que se demonstre a existência de um ilícito penal, de suas circunstâncias e da autoria, citando-se, de forma sumária, o que chegou ao conhecimento da autoridade pela palavra da vítima, do suposto autor, de testemunhas, de policiais etc. Em resumo, devem ser respondidas as tradicionais questões: Quem? Que meios? O quê? Por quê? Onde? E quando? Nada impede que o termo de ocorrência seja elaborado com o preenchimento dos espaços em branco de formulários impressos, o que, aliás, facilita sua feitura e previne omissões. Pode e deve a autoridade policial fazer constar dos autos, sempre de forma resumida, eventuais versões diferentes do autor do fato e da vítima e também de testemunhas. Deve também conter o relato de eventuais investigações sumárias e diligências já realizadas (apreensão dos instrumentos, do produto do crime e de outros bens), bem como eventual croqui do local do crime, em especial nos delitos de trânsito, a notícia da determinação de exames periciais etc. Devem ser juntados, ao termo, os documentos relacionados com a ocorrência, dados sobre os antecedentes do autor do fato para os fins do artigo 76, § 2.º, I e II etc. Assim, ao contrário do que ocorre com o boletim de ocorrência, o termo circunstanciado, com os elementos que o acompanham, constitui a própria informatio delicti, ou seja, o instrumento necessário destinado a fornecer os elementos para que o titular da ação penal (o Ministério Público na ação penal pública e o ofendido na ação penal privada) possa exercer o seu direito.

## Natureza Inquisitiva do Inquérito Policial
A doutrina afirma que o inquérito policial tem natureza inquisitiva, sendo caracterizado como processo investigatório em que não vigora direito ao contraditório. Embora o contraditório seja assegurado como direito expresso na Constituição Federal, conforme o artigo 5º, inciso LV da Constituição brasileira de 1988, não se pode aplicá-lo no inquérito, pois este não se trata de processo e nele não figura o personagem acusado. "A finalidade do inquérito não é punitiva, mas investigatória, para trazer informações consistentes que permitam, ao titular da ação penal, exercer o jus persequendi in judicio."
Nas palavras de Capez, "caracteriza-se como inquisitivo o procedimento em que as atividades persecutórias concentram-se nas mãos de uma única autoridade, a qual, por isso, prescinde, para a sua atuação, da provocação de quem quer que seja, podendo e devendo agir de ofício, empreendendo, com discricionariedade, as atividades necessárias ao esclarecimento do crime e da sua autoria." Capez menciona, ainda, que "o único inquérito que admite o contraditório é o instaurado pela Polícia Federal, a pedido do ministro da justiça, visando à expulsão de estrangeiro (Lei n. 6.815/80, artigo 70). O contraditório, aliás, neste caso, é obrigatório. Não há mais falar em contraditório em inquérito judicial para apuração de crimes falimentares (artigo. 106 da antiga Lei de Falências), uma vez que a nova Lei de Falências e de Recuperação de Empresas (Lei n. 11.101/2005) aboliu o inquérito judicial falimentar e, por conseguinte, o contraditório nesse caso." Tourinho Filho afirma que "embora o inquérito seja um procedimento administrativo, não tem caráter punitivo. Assim, a expressão 'acusados em geral' não se estende aos 'indiciados'".
No mesmo sentido, Alencar e Távora nos trazem que "o inquérito é inquisitivo: as atividades persecutórias ficam concentradas nas mãos de uma única autoridade e não há oportunidade para o exercício do contraditório ou da ampla defesa. Na fase pré-processual, não existem partes, apenas uma autoridade investigando e o suposto autor da infração, normalmente na condição de indiciado. A inquisitoriedade permite agilidade nas investigações, otimizando a atuação da autoridade policial. Contudo, como não houve a participação do indiciado ou suspeito no transcorrer do procedimento, defendendo-se e exercendo contraditório, não poderá o magistrado, na fase processual, valer-se apenas do inquérito para proferir sentença condenatória, pois incorreria em clara violação ao texto constitucional." O Superior Tribunal de Justiça adota posição no mesmo sentido:

Os princípios do contraditório e da ampla defesa não se aplicam ao inquérito policial, que é mero procedimento administrativo de investigação inquisitorial"— STJ, 5ª T., rel. Min. Gilson Dipp, j. 27-5-2003, DJ, 4 ago. 2003, p. 327.
Importante frisar que, tendo em vista a não aplicação do contraditório durante o inquérito, não poderá, o juiz, condenar o acusado apenas tomando esta peça por base, mas é necessária a produção de provas em juízo, para embasar a procedência da ação penal, não podendo, portanto, o inquérito ser fonte única de convencimento. Esta é a previsão do artigo 155, caput, do Código de Processo Penal (Título VII - Da Prova, Capitulo I - Disposições Gerais), o qual estabelece que o juiz formará sua convicção pela livre apreciação da prova produzida em contraditório judicial, não podendo fundamentar sua decisão exclusivamente nos elementos informativos, colhidos na investigação, ressalvadas as provas cautelares, não repetíveis e antecipadas.

## Elementos migratórios no processo penal
Os elementos migratórios no processo penal são aqueles que servirão como argumento à sustentação da sentença penal condenatória, extraídos a partir do inquérito policial ou durante o seu prosseguimento.
No Brasil, são três os elementos migratórios:
1. Provas cautelares: são aquelas produzidas antecipadamente em função da necessidade ou urgência, como exemplo interceptação telefônica;
2. Provas irrepetíveis: são provas nas quais não há possibilidade de reprodução posterior, como no exemplo de embriaguez relatada no inquérito policial;
3. Prova produzida antecipadamente: também conhecida como prova antecipada, é aquela solicitada pelo juiz mesmo durante a fase do inquérito policial, como exemplo a oitiva de testemunha da qual se receia a sua saída do país ou a sua morte iminente.

## Encerramento do Inquérito Policial
Após o término das investigações criminais, para proceder ao encerramento do inquérito, caberá, ao delegado, realizar um relatório contendo descrição minuciosa das diligências realizadas, bem como das testemunhas ouvidas e a indicação das pessoas que não foram ouvidas mas possuem importância ao inquérito. Segundo Mirabete, não cabe, à autoridade, na sua exposição, emitir qualquer juízo de valor, expender opiniões ou julgamento, mas apenas prestar todas as informações colhidas durante as investigações e as diligências realizadas. Pode, porém, exprimir impressões deixadas pelas pessoas que intervieram no inquérito. Entende-se que, se há provas tanto a favor quanto contra o indiciado, deve, a autoridade, em fundamentação, proceder ao indiciamento, haja visto o princípio do in dubeo pro societate ("na dúvida, julgar a favor da sociedade").
Juntamente com este relatório os autos do inquérito são remetidos ao juiz acompanhados dos instrumentos e objetos relacionados à investigação, conforme parágrafos 1º e 2ºdo artigo 10 e artigo 11 do CPP.
Prevê o artigo 10 do CPP que o inquérito se encerra em dez dias caso o acusado esteja preso ou em trinta dias se o acusado encontrar-se solto (regra geral).O prazo de 30 dias estando o indiciado solto, começa a fluir da data em que a autoridade policial receber a requisição, o requerimento, ou, então, do dia em que tiver conhecimento do fato.
Nos casos de crimes contra a economia popular (lei 1.521/51), o prazo para concluir o inquérito será de dez dias, estando o acusado preso ou solto, conforme o parágrafo 1º do artigo 10 da referida lei. Quando o fato for de difícil elucidação e o indiciado estiver solto, a autoridade poderá requerer, ao Juiz, a dilação do prazo. O juiz, então, após ouvir o Ministério Público, ou o querelante, se for o caso, determinará a devolução dos autos, marcando novo prazo para a sua conclusão. O titular da ação penal, lendo os autos inconclusos, poderá chegar à conclusão de que já possui elementos suficientes para a sua propositura e, então, a promoverá. Poderá, no entanto, concordando com a devolução, sugerir esta ou aquela diligência.
Fernando da Costa Tourinho faz a seguinte observação:

A lei fala em devolução à Polícia, para ulteriores diligências, quando o fato for de difícil elucidação. Todavia, já constitui lugar comum o pedido de dilação de prazo mesmo em casos banais, como lesão leve de autoria certa, cujo inquérito poderia ser concluído em 24 horas... E as dilações de prazo são concedidas, porquanto aos Juízes e Promotores reconhecem que nas Delegacias não existe apenas um inquérito em andamento, e, ademais, outras funções são também cometidas às Autoridades Policiais.
Em relação aos crimes previstos na Lei das Drogas, o prazo para conclusão será de 30 (trinta dias) para o acusado preso e 90 dias para o acusado solto, conforme o artigo 51 da lei 11.343/06.
Somente nos casos de acusados soltos poderá o delegado pedir prorrogação do prazo para concluir o inquérito, sendo que o novo prazo concedido será estipulado pelo juiz, conforme o parágrafo 3º do artigo 10 do CPP. Deferido o pedido de dilação de prazo, cumpre ao Juiz fixar outro, dentro do qual deverá o inquérito estar concluído. Evidentemente que esse novo prazo não poderá exceder àquele que normalmente se concede à Autoridade Policial para a conclusão dos inquéritos (30 dias). Nota-se que os pedidos de dilação de prazo somente poderão ser formulados na hipótese do parágrafo 3º do artigo 10 do CPP. Em outros casos, embora outro remédio não haja se não deferir o pedido, bem poderá o juiz ou o órgão do Ministério Público levar o fato ao conhecimento do Secretário da Segurança Pública, pelos caminhos normais, ou ao Delegado Seccional, para as providências disciplinares cabíveis. E, dependendo do caso concreto, poderá a autoridade ser responsabilizada por prevaricação.
Inquéritos que correm pela polícia federal, estando o acusado preso, possuem prazo para a sua conclusão de 15 (dias), que pode ser prorrogado uma única vez pelo mesmo prazo, conforme a lei 5.010/66.
Se o indiciado houver sido preso em flagrante e se continuar preso, deverá a  Autoridade Policial concluir o inquérito dentro do prazo de 10 dias, a partir da data em que se verificou a prisão. A lei neste momento não permite a dilação. Não sendo o inquérito concluído dentro do termo fixado em lei, além daquelas medidas em que se podem tomar contra a autoridade desidiosa, o indiciado ou alguém por ele poderá impetrar ordem de habeas corpus, com fundamento no artigo 648, II do CPP.
Tratando-se de indiciado preso preventivamente (CPP, arts. 311 a 316), o inquérito deverá estar concluído dentro de 10 dias, a partir da data em que se executar a ordem de prisão. Sendo assim, se for instaurado inquérito no dia 1º de abril, e no dia 16 do mesmo mês o Juiz decretar prisão preventiva do indiciado e a ordem de prisão for cumprida no dia 18, o inquérito que deveria estar concluído no dia 30, sê-lo-á até o dia 27 de abril, pois a conclusão, nesse caso, dar-se-á no prazo de 10 dias, a partir da data em que se cumpriu a ordem de prisão.
Prepondera entendimento na doutrina e jurisprudência que a contagem do prazo do inquérito segue as regras processuais, ou seja, exclui o primeiro dia e inclui o último conforme o parágrafo 1º do artigo 798 do CPP.

## Arquivamento do Inquérito Policial
Encerrada a investigação criminal, em se tratando de delito cuja ação penal é de iniciativa privada, os autos de inquérito deverão ser encaminhados para o juízo competente e, de acordo com Lopes (2010 p.291/292):
[...] ficando à disposição do ofendido, ou mesmo entregues mediante traslado. Poderá o MP solicitar vista do IP para avaliar se não existe algum delito de ação penal pública e, se for o caso, oferecer a denúncia com base nesses elementos ou solicitar novas diligências, desde que destinadas a apurar um delito de ação penal pública.[..] o ofendido deverá exercer a queixa ou desde logo renunciar expressamente ao exercício da ação penal. [...] Contudo, não é necessário que o ofendido solicite o arquivamento, bastando deixar fluir o prazo decadencial.
Como nos ensina Aury Lopes Jr, quando se tratar de delitos que ensejam ação penal pública, cabe, à autoridade policial, após encerrado o inquérito policial, encaminhar os autos para o Ministério Público, juntamente com os instrumentos utilizados para cometer o delito e todos os demais objetos que possam servir para a instrução definitiva e para o julgamento. Em caso de prevenção, serão os autos encaminhados ao Juiz correspondente, que, após dar vista, remeterá ao Ministério Público. O Código de Processo Penal fixa, em seu artigo 17, que a autoridade policial não pode arquivar autos de inquérito, não podendo também o juiz determiná-lo de ofício.
Destacando o entendimento de Lima (2009, p.107):
Assim, em primeiro lugar, se verifica que somente o promotor de justiça pode requerer o arquivamento, uma vez que lhe é privativa a promoção da ação penal pública, e, da mesma forma, lhe caberá a abstenção desta promoção, nos casos em que esta não for cabível.
Recebido o inquérito policial, o promotor terá três opções:
	 a) poderá realizar ou requisitar novas diligências, indispensáveis, a seu juízo, ao ajuizamento da ação penal;
	 b) solicitar o arquivamento do inquérito: neste caso, o promotor conclui pela inexistência de elementos mínimos que possam lastrear o processo;
	 c) oferecer a denúncia, quando o promotor concluir como presentes os elementos quanto à autoria e materialidade delitiva. (artigo 46 CPP).
No caso de o promotor optar pelo arquivamento do inquérito, deverá solicitá-lo ao juiz correspondente, que, diante de tal requerimento, terá duas opções:
	 a) concordar com o pedido do Ministério Público e determinar, mediante despacho, o arquivamento direto dos autos. Neste caso, segundo Eugênio Pacelli de Oliveira (2010, p.68), só pode o mesmo ser reaberto a partir do surgimento de novas provas; (súmula 524 STF)
	 b) Não concordando o juiz com o arquivamento, caberá a ele aplicar o disposto no artigo 28 do Código de Processo Penal, que é o encaminhamento dos autos para procurador-geral, para que este ofereça a denúncia, designando outro órgão do Ministério Público para apresentá-la, ou ratifique o pedido de arquivamento, ao qual o juiz estará vinculado a atender.
Conforme Lima (2009, p.109):
Em vista do fato de só restarem as opções ao juiz de decidir conforme o requerimento do parquet, ou, no máximo, encaminhar os autos à chefia do Ministério Público, a quem caberá a palavra final, que, caso seja pelo arquivamento, este se dará obrigatoriamente, resta evidente que o magistrado, aqui, só efetiva um controle, de forma a possibilitar o reexame da matéria pela Administração Superior do Ministério Público. Assim, podemos afirmar que, na verdade, em última análise, o arquivamento é determinado pelo Ministério Público, sendo o crivo judicial somente de controle intermediário entre o promotor e o Procurador-Geral, para melhor aferição do princípio da obrigatoriedade da ação penal pública, e a decisão de arquivamento, por outro lado, se constitui em mera determinação de se 'enviar os autos ao arquivo'.[...]
Importante ressaltar que o requerimento do Ministério Público a respeito do pedido de arquivamento deve obedecer, além dos requisitos contidos no artigo 395 do Código de Processo penal, os elementos que afastem a inépcia da inicial e os dados que possam identificar o agente.
Aury Lopes Jr, bem como Marcellus Polastri Lima, nos ensinam que o arquivamento do inquérito policial não faz coisa julgada, de acordo com a súmula 524 do Supremo Tribunal Federal, que, acertadamente, preconiza que o inquérito, depois de arquivado, só poderá ser desarquivado, e ser oferecida à denúncia, com o surgimento de novas provas. Isso porque, mesmo depois de arquivado o inquérito, de acordo com o artigo 18 do Código de Processo Penal brasileiro, a autoridade policial pode continuar investigando, efetuando, portanto, novas pesquisas, o que poderá acarretar o surgimento de novas provas e, consequentemente, a solicitação do desarquivamento ao Ministério Público, pois é este que dera a última palavra acerca do arquivamento, logo, cabendo-lhe decidir sobre possível desarquivamento.			
Marcellus Polastri Lima, em seu Manual de Processo Penal, alerta ainda para a controversa figura do arquivamento implícito, ou tácito, que ocorreria naquelas hipóteses em que o Ministério Público deixa de incluir, na denúncia, algum fato ou algum(s) indiciado(s), sem expressa fundamentação, e o juiz, ao arquivar, também não se pronuncia. Nesse caso, presentes a omissão do Ministério Público e a inércia do juiz, consolida-se o arquivamento tácito, ou implícito. Entretanto, a doutrina majoritária, em que se situa o autor citado acima, e a recente posição adotada pelos tribunais estaduais, bem como o Superior Tribunal de Justiça, vêm rejeitando a possibilidade do arquivamento implícito, sustentando que tanto os artigos 28 e 18 do Código Penal brasileiro de 1940, como a súmula 524 do Supremo Tribunal Federal, só preveem e aplicam o chamado arquivamento explícito, ou direto, ou seja, aquele devidamente requerido pelo parquet com expressa fundamentação, e deferido pelo juiz.
Os tribunais se manifestam no mesmo sentido: sem o requerimento expresso e fundamentado pelo promotor, não se configura o arquivamento no direito brasileiro. Assim, Marcellus Polastri Lima, em seu Manual de Processo Penal, destacou, na página 131, o entendimento do Superior Tribunal de Justiça acerca do tema:
O silêncio do Ministério Público em relação a acusados cujos nomes só aparecem depois em aditamento à denúncia não implica arquivamento quanto a eles. Só se considera arquivado o processo com o despacho da autoridade judiciária (CPP, art.18) (RT 691/360).